# 非洲长吻银鲛
非洲长吻银鲛（学名：Rhinochimaera africana），是长吻银鲛科长吻银鲛属一种，分布于大西洋东南部及太平洋海域。模式产地为南非西开普省多灵拜西北大西洋海域。

## 形态特征
最大体长81.8厘米。体形细长而侧扁。吻侧扁，长度为头长的两倍。